# Richard de San Germano

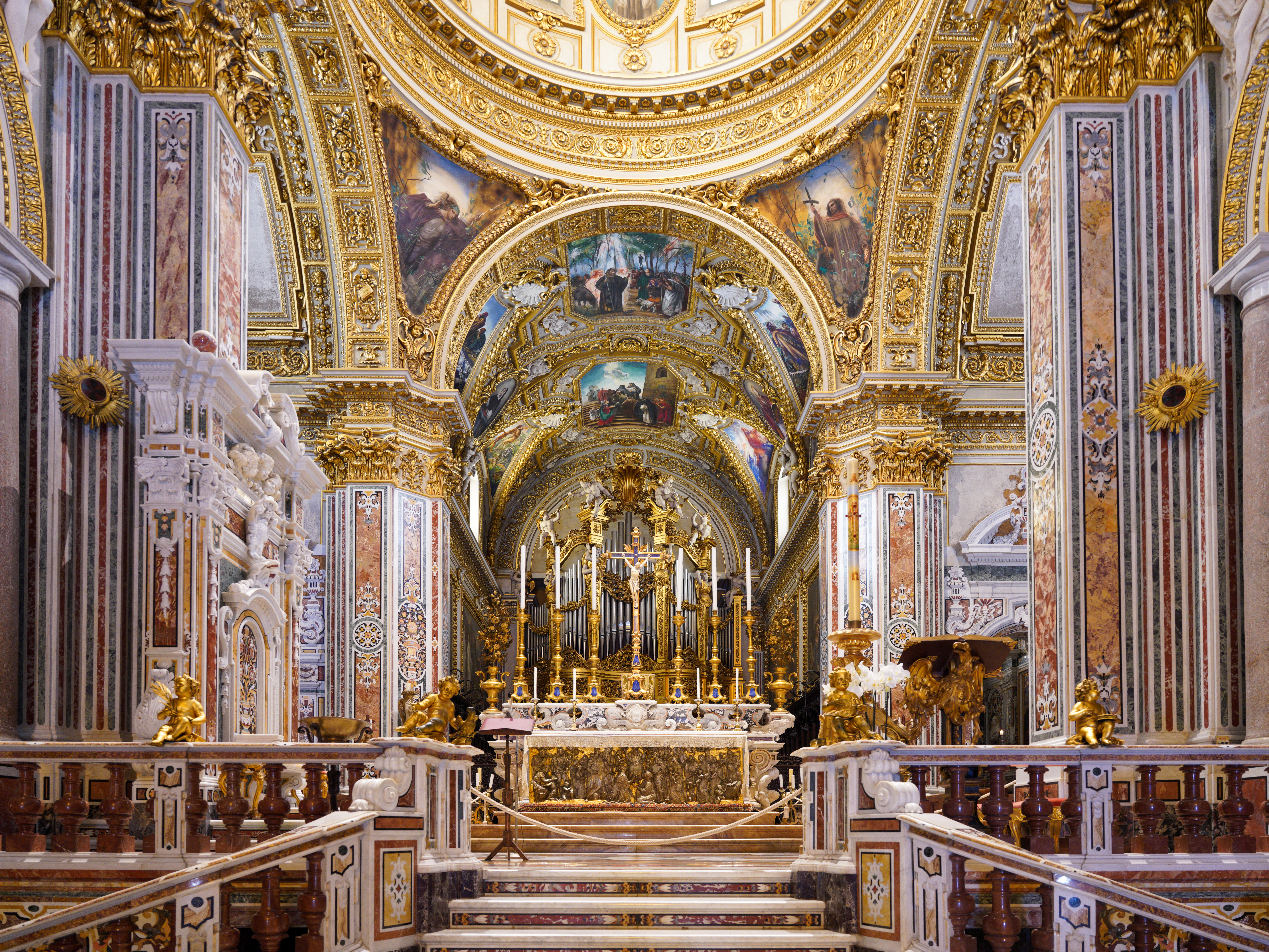
Mont-Cassin

Richard de San Germano (en italien : Riccardo di San Germano) est un chroniqueur de la première moitié du XIIIe siècle, vivant dans le royaume de Sicile, alors sous domination germanique.

## Biographie
Né vers 1170, Richard est un notaire de la petite ville de San Germano, dans la vallée Latine, travaillant à l'abbaye du Mont-Cassin de 1186 à 1232.
À la fin des années 1230, il devient chambellan impérial, au service de l'empereur germanique et roi de Sicile, Frédéric de Hohenstaufen.
Il est l'auteur d'une chronique allant de 1189 à 1243 et intitulée Ryccardi di Sancto Germano Notarii Chronicon/Chronica Regni Siciliae.
Il est mort après 1243.